# Ceraclea batia
Ceraclea batia är en nattsländeart som först beskrevs av Martin E. Mosely 1939.  Ceraclea batia ingår i släktet Ceraclea och familjen långhornssländor. Inga underarter finns listade i Catalogue of Life.